# Meat Loaf/Auszeichnungen für Musikverkäufe

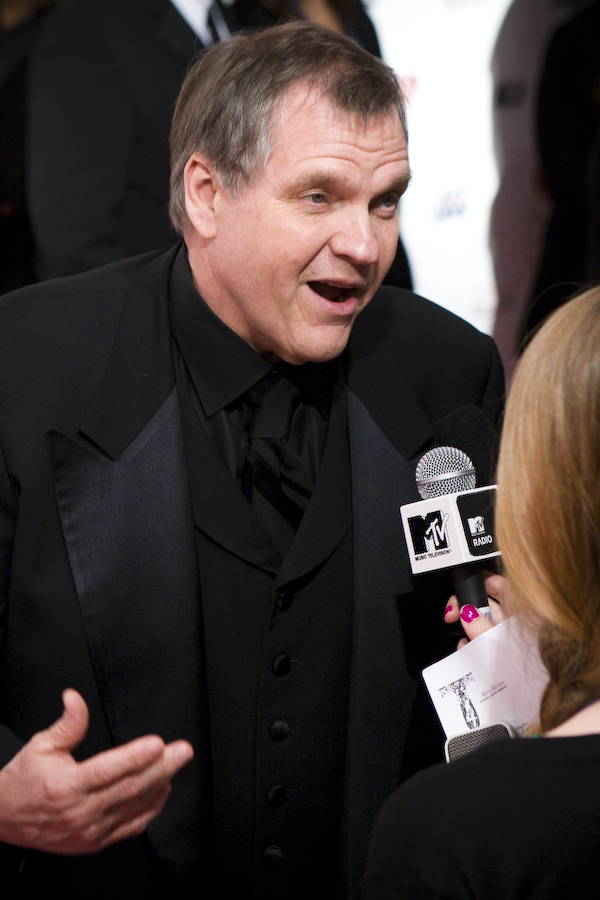
Meat Loaf (2009)

Dies ist eine Übersicht über die Auszeichnungen für Musikverkäufe des US-amerikanischen Rock-Sängers Meat Loaf. Die Auszeichnungen finden sich nach ihrer Art (Gold, Platin usw.), nach Staaten getrennt in chronologischer Reihenfolge, geordnet sowie nach den Tonträgern selbst, ebenfalls in chronologischer Reihenfolge, getrennt nach Medium (Alben, Singles usw.), wieder.

## Auszeichnungen
| - Vereinigtes Königreich - 1986: für das Album Blind Before I Stop - 1995: für die Single I’d Lie for You (And That’s the Truth) - 2016: für das Album Dead Ringer / Bat Out of Hell - 2024: für die Single It’s All Coming Back to Me Now - Australien - 1996: für das Album Welcome to the Neighbourhood - 2003: für das Videoalbum Bat Out of Hell: Classic Albums - 2004: für das Videoalbum VH1: Storytellers - 2006: für das Videoalbum Bat Out of Hell: Live with the Melbourne Symphony Orchestra - 2007: für das Album Bat Out of Hell III: The Monster Is Loose - 2017: für das Album Dead Ringer - Dänemark - 2007: für das Album Bat Out of Hell III: The Monster Is Loose - Deutschland - 1995: für das Album Welcome to the Neighbourhood - 2006: für das Album Bat Out of Hell III: The Monster Is Loose - Kanada - 1978: für die Single Two Out of Three Ain’t Bad - 1979: für die Single Paradise by the Dashboard Light - 1981: für das Album Dead Ringer - 2006: für das Album Bat Out of Hell III: The Monster Is Loose - 2018: für die Single Two Out of Three Ain’t Bad (Digital) - Neuseeland - 1982: für das Album Dead Ringer - 1995: für das Album Welcome to the Neighbourhood - 1999: für das Album The Very Best of Meat Loaf - 2004: für das Videoalbum Hits out of Hell - Niederlande - 1997: für das Album Hits out of Hell - Norwegen - 1994: für das Album Back from Hell: The Very Best of Meat Loaf - Schweiz - 1994: für das Album Back from Hell: The Very Best of Meat Loaf - 1996: für die Single I’d Do Anything for Love (But I Won’t Do That) - 2006: für das Album Bat Out of Hell III: The Monster Is Loose - Spanien - 2006: für das Album Bat Out of Hell II: Back Into Hell - Vereinigte Staaten - 1978: für die Single Two Out of Three Ain’t Bad - 1995: für die Single I’d Lie for You (And That’s the Truth) - 2000: für das Album The Very Best of Meat Loaf - 2001: für das Videoalbum Hits out of Hell - 2006: für das Album Bat Out of Hell III: The Monster Is Loose - 2007: für das Videoalbum Bat Out of Hell: Classic Albums - Vereinigtes Königreich - 1983: für das Album Midnight at the Lost and Found - 1984: für das Album Bad Attitude - 2003: für das Album Couldn’t Have Said It Better - 2013: für das Album Meat Loaf & Friends - 2013: für das Videoalbum VH1: Storytellers - 2013: für das Videoalbum Bat Out of Hell II: Picture Show - 2013: für das Videoalbum 3 Bats Live - 2013: für das Album Heaven Can Wait - The Best Ballads of Meat Loaf Vol. 1 - 2013: für das Album Bat Out of Hell: Live with the Melbourne Symphony Orchestra - 2023: für die Single You Took The Words Right Out Of My Mouth - 2024: für die Single Dead Ringer for Love - 2024: für das Album Hang Cool Teddy Bear | - Australien - 2017: für die Single Bat Out of Hell - 2017: für die Single Paradise by the Dashboard Light - 2022: für die Single You Took The Words Right Out Of My Mouth - Deutschland - 1983: für das Album Bat Out of Hell - 1993: für die Single I’d Do Anything for Love (But I Won’t Do That) - Europa - 1994: für das Album Bat Out of Hell - 1994: für das Album Bat Out of Hell II: Back Into Hell - 1996: für das Album Welcome to the Neighbourhood - Kanada - 1995: für das Album Welcome to the Neighbourhood - 2005: für das Videoalbum Bat Out of Hell: Live with the Melbourne Symphony Orchestra - 2018: für die Single Paradise by the Dashboard Light (Digital) - Neuseeland - 1994: für die Single I’d Do Anything for Love (But I Won’t Do That) - 2022: für die Single You Took The Words Right Out Of My Mouth - 2022: für die Single Two Out of Three Ain’t Bad - 2022: für die Single Paradise by the Dashboard Light - 2023: für die Single Bat Out of Hell - Niederlande - 1979: für die Single Paradise by the Dashboard Light - 1993: für die Single I’d Do Anything for Love (But I Won’t Do That) - 1994: für das Album Bat Out of Hell II: Back Into Hell - Österreich - 1994: für die Single I’d Do Anything for Love (But I Won’t Do That) - 1994: für das Album Bat Out of Hell II: Back Into Hell - Schweden - 1993: für das Album Bat Out of Hell II: Back Into Hell - Schweiz - 1993: für das Album Bat Out of Hell II: Back Into Hell - Vereinigte Staaten - 1993: für die Single I’d Do Anything for Love (But I Won’t Do That) - 1996: für das Album Welcome to the Neighbourhood - 2018: für die Single Paradise by the Dashboard Light - 2018: für die Single Two Out of Three Ain’t Bad (Digital) - Vereinigtes Königreich - 1982: für das Album Dead Ringer - 1993: für die Single I’d Do Anything for Love (But I Won’t Do That) - 1995: für das Album Welcome to the Neighbourhood - 2006: für das Album Bat Out of Hell III: The Monster Is Loose - 2013: für das Album Heaven & Hell - 2013: für das Videoalbum Bat Out of Hell: Live with the Melbourne Symphony Orchestra - 2013: für das Videoalbum Hits out of Hell - 2013: für das Album Piece of the Action: The Best of Meat Loaf - 2021: für die Single Bat Out of Hell - 2024: für die Single Paradise by the Dashboard Light - 2025: für die Single Two Out of Three Ain’t Bad - Australien - 1993: für die Single I’d Do Anything for Love (But I Won’t Do That) - Dänemark - 2016: für das Album Bat Out of Hell - Deutschland - 1994: für das Album Bat Out of Hell II: Back Into Hell - Neuseeland - 1991: für das Album Hits out of Hell - Niederlande - 1998: für das Album Bat Out of Hell - Vereinigtes Königreich - 2013: für das Album The Very Best of Meat Loaf - 2022: für das Album Hits out of Hell | - Australien - 1994: für das Album Bat Out of Hell II: Back Into Hell - Neuseeland - 1994: für das Album Bat Out of Hell II: Back Into Hell - Vereinigte Staaten - 1995: für das Album Bat Out of Hell II: Back Into Hell - Vereinigtes Königreich - 1994: für das Album Bat Out of Hell II: Back Into Hell - Australien - 2012: für das Videoalbum Hits out of Hell - Kanada - 1995: für das Album Bat Out of Hell II: Back Into Hell - Vereinigtes Königreich - 2025: für das Album Bat Out of Hell - Vereinigte Staaten - 2001: für das Album Bat Out of Hell - Neuseeland - 2002: für das Album Bat Out of Hell - Australien - 2022: für das Album Bat Out of Hell - Kanada - 1995: für das Album Bat Out of Hell |

## Auszeichnungen nach Alben

### Bat Out of Hell
| Land/Region                  | Auszeichnungen für Musikverkäufe (Land/Region, Auszeichnung, Verkäufe) | Verkäufe    |
| ---------------------------- | ---------------------------------------------------------------------- | ----------- |
| Australien (ARIA)            | 26× Platin                                                             | 1.820.000   |
| Dänemark (IFPI)              | 2× Platin                                                              | 40.000      |
| Deutschland (BVMI)           | Platin                                                                 | 500.000     |
| Europa (IFPI)                | Platin                                                                 | (1.000.000) |
| Kanada (MC)                  | 2× Diamant                                                             | 2.000.000   |
| Neuseeland (RMNZ)            | 17× Platin                                                             | 255.000     |
| Niederlande (NVPI)           | 2× Platin                                                              | 200.000     |
| Vereinigte Staaten (RIAA)    | 14× Platin                                                             | 14.000.000  |
| Vereinigtes Königreich (BPI) | 12× Platin                                                             | 3.600.000   |
| Insgesamt                    | 65× Platin · 3× Diamant ·                                              | 22.415.000  |

### Dead Ringer
| Land/Region                  | Auszeichnungen für Musikverkäufe (Land/Region, Auszeichnung, Verkäufe) | Verkäufe |
| ---------------------------- | ---------------------------------------------------------------------- | -------- |
| Australien (ARIA)            | Gold                                                                   | 35.000   |
| Kanada (MC)                  | Gold                                                                   | 50.000   |
| Neuseeland (RMNZ)            | Gold                                                                   | 10.000   |
| Vereinigtes Königreich (BPI) | Platin                                                                 | 300.000  |
| Insgesamt                    | 3× Gold · 1× Platin ·                                                  | 395.000  |

### Midnight at the Lost and Found
| Land/Region                  | Auszeichnungen für Musikverkäufe (Land/Region, Auszeichnung, Verkäufe) | Verkäufe |
| ---------------------------- | ---------------------------------------------------------------------- | -------- |
| Vereinigtes Königreich (BPI) | Gold                                                                   | 100.000  |
| Insgesamt                    | 1× Gold ·                                                              | 100.000  |

### Hits out of Hell
| Land/Region                  | Auszeichnungen für Musikverkäufe (Land/Region, Auszeichnung, Verkäufe) | Verkäufe |
| ---------------------------- | ---------------------------------------------------------------------- | -------- |
| Neuseeland (RMNZ)            | 2× Platin                                                              | 40.000   |
| Niederlande (NVPI)           | Gold                                                                   | 50.000   |
| Vereinigtes Königreich (BPI) | 2× Platin                                                              | 600.000  |
| Insgesamt                    | 1× Gold · 4× Platin ·                                                  | 690.000  |

### Bad Attitude
| Land/Region                  | Auszeichnungen für Musikverkäufe (Land/Region, Auszeichnung, Verkäufe) | Verkäufe |
| ---------------------------- | ---------------------------------------------------------------------- | -------- |
| Vereinigtes Königreich (BPI) | Gold                                                                   | 100.000  |
| Insgesamt                    | 1× Gold ·                                                              | 100.000  |

### Blind Before I Stop
| Land/Region                  | Auszeichnungen für Musikverkäufe (Land/Region, Auszeichnung, Verkäufe) | Verkäufe |
| ---------------------------- | ---------------------------------------------------------------------- | -------- |
| Vereinigtes Königreich (BPI) | Silber                                                                 | 60.000   |
| Insgesamt                    | 1× Silber ·                                                            | 60.000   |

### Heaven and Hell
| Land/Region                  | Auszeichnungen für Musikverkäufe (Land/Region, Auszeichnung, Verkäufe) | Verkäufe |
| ---------------------------- | ---------------------------------------------------------------------- | -------- |
| Vereinigtes Königreich (BPI) | Platin                                                                 | 300.000  |
| Insgesamt                    | 1× Platin ·                                                            | 300.000  |

### Meat Loaf & Friends
| Land/Region                  | Auszeichnungen für Musikverkäufe (Land/Region, Auszeichnung, Verkäufe) | Verkäufe |
| ---------------------------- | ---------------------------------------------------------------------- | -------- |
| Vereinigtes Königreich (BPI) | Gold                                                                   | 100.000  |
| Insgesamt                    | 1× Gold ·                                                              | 100.000  |

### Bat Out of Hell II: Back into Hell
| Land/Region                  | Auszeichnungen für Musikverkäufe (Land/Region, Auszeichnung, Verkäufe) | Verkäufe    |
| ---------------------------- | ---------------------------------------------------------------------- | ----------- |
| Australien (ARIA)            | 4× Platin                                                              | 280.000     |
| Deutschland (BVMI)           | 2× Platin                                                              | 1.000.000   |
| Europa (IFPI)                | Platin                                                                 | (1.000.000) |
| Kanada (MC)                  | 9× Platin                                                              | 900.000     |
| Neuseeland (RMNZ)            | 4× Platin                                                              | 60.000      |
| Niederlande (NVPI)           | Platin                                                                 | 100.000     |
| Österreich (IFPI)            | Platin                                                                 | 50.000      |
| Schweden (IFPI)              | Platin                                                                 | 100.000     |
| Schweiz (IFPI)               | Platin                                                                 | 50.000      |
| Spanien (Promusicae)         | Gold                                                                   | 50.000      |
| Vereinigte Staaten (RIAA)    | 5× Platin                                                              | 5.000.000   |
| Vereinigtes Königreich (BPI) | 6× Platin                                                              | 1.800.000   |
| Insgesamt                    | 1× Gold · 35× Platin ·                                                 | 9.390.000   |

### Back from Hell: The Very Best of Meat Loaf
| Land/Region     | Auszeichnungen für Musikverkäufe (Land/Region, Auszeichnung, Verkäufe) | Verkäufe |
| --------------- | ---------------------------------------------------------------------- | -------- |
| Norwegen (IFPI) | Gold                                                                   | 25.000   |
| Schweiz (IFPI)  | Gold                                                                   | 25.000   |
| Insgesamt       | 2× Gold ·                                                              | 50.000   |

### Welcome to the Neighbourhood
| Land/Region                  | Auszeichnungen für Musikverkäufe (Land/Region, Auszeichnung, Verkäufe) | Verkäufe  |
| ---------------------------- | ---------------------------------------------------------------------- | --------- |
| Australien (ARIA)            | Gold                                                                   | 35.000    |
| Deutschland (BVMI)           | Gold                                                                   | (250.000) |
| Europa (IFPI)                | Platin                                                                 | 1.000.000 |
| Kanada (MC)                  | Platin                                                                 | 100.000   |
| Neuseeland (RMNZ)            | Gold                                                                   | 7.500     |
| Vereinigte Staaten (RIAA)    | Platin                                                                 | 1.000.000 |
| Vereinigtes Königreich (BPI) | Platin                                                                 | (300.000) |
| Insgesamt                    | 3× Gold · 4× Platin ·                                                  | 2.142.500 |

### The Very Best of Meat Loaf
| Land/Region                  | Auszeichnungen für Musikverkäufe (Land/Region, Auszeichnung, Verkäufe) | Verkäufe  |
| ---------------------------- | ---------------------------------------------------------------------- | --------- |
| Neuseeland (RMNZ)            | Gold                                                                   | 7.500     |
| Vereinigte Staaten (RIAA)    | Gold                                                                   | 500.000   |
| Vereinigtes Königreich (BPI) | 2× Platin                                                              | 600.000   |
| Insgesamt                    | 2× Gold · 2× Platin ·                                                  | 1.107.500 |

### Couldn’t Have Said It Better
| Land/Region                  | Auszeichnungen für Musikverkäufe (Land/Region, Auszeichnung, Verkäufe) | Verkäufe |
| ---------------------------- | ---------------------------------------------------------------------- | -------- |
| Vereinigtes Königreich (BPI) | Gold                                                                   | 100.000  |
| Insgesamt                    | 1× Gold ·                                                              | 100.000  |

### Heaven Can Wait: The Best of Meat Loaf
| Land/Region                  | Auszeichnungen für Musikverkäufe (Land/Region, Auszeichnung, Verkäufe) | Verkäufe |
| ---------------------------- | ---------------------------------------------------------------------- | -------- |
| Vereinigtes Königreich (BPI) | Gold                                                                   | 100.000  |
| Insgesamt                    | 1× Gold ·                                                              | 100.000  |

### Bat Out of Hell: Live with the Melbourne Symphony Orchestra
| Land/Region                  | Auszeichnungen für Musikverkäufe (Land/Region, Auszeichnung, Verkäufe) | Verkäufe |
| ---------------------------- | ---------------------------------------------------------------------- | -------- |
| Vereinigtes Königreich (BPI) | Gold                                                                   | 100.000  |
| Insgesamt                    | 1× Gold ·                                                              | 100.000  |

### Bat Out of Hell III: The Monster Is Loose
| Land/Region                  | Auszeichnungen für Musikverkäufe (Land/Region, Auszeichnung, Verkäufe) | Verkäufe  |
| ---------------------------- | ---------------------------------------------------------------------- | --------- |
| Australien (ARIA)            | Gold                                                                   | 35.000    |
| Dänemark (IFPI)              | Gold                                                                   | 20.000    |
| Deutschland (BVMI)           | Gold                                                                   | 150.000   |
| Kanada (MC)                  | Gold                                                                   | 50.000    |
| Schweiz (IFPI)               | Gold                                                                   | 15.000    |
| Vereinigte Staaten (RIAA)    | Gold                                                                   | 500.000   |
| Vereinigtes Königreich (BPI) | Platin                                                                 | 300.000   |
| Insgesamt                    | 6× Gold · 1× Platin ·                                                  | 1.070.000 |

### Dead Ringer / Bat Out of Hell
| Land/Region                  | Auszeichnungen für Musikverkäufe (Land/Region, Auszeichnung, Verkäufe) | Verkäufe |
| ---------------------------- | ---------------------------------------------------------------------- | -------- |
| Vereinigtes Königreich (BPI) | Silber                                                                 | 60.000   |
| Insgesamt                    | 1× Silber ·                                                            | 60.000   |

### Piece of the Action: The Best of Meat Loaf
| Land/Region                  | Auszeichnungen für Musikverkäufe (Land/Region, Auszeichnung, Verkäufe) | Verkäufe |
| ---------------------------- | ---------------------------------------------------------------------- | -------- |
| Vereinigtes Königreich (BPI) | Platin                                                                 | 300.000  |
| Insgesamt                    | 1× Platin ·                                                            | 300.000  |

### Hang Cool Teddy Bear
| Land/Region                  | Auszeichnungen für Musikverkäufe (Land/Region, Auszeichnung, Verkäufe) | Verkäufe |
| ---------------------------- | ---------------------------------------------------------------------- | -------- |
| Vereinigtes Königreich (BPI) | Gold                                                                   | 100.000  |
| Insgesamt                    | 1× Gold ·                                                              | 100.000  |

## Auszeichnungen nach Singles

### You Took the Words Right Out of My Mouth
| Land/Region                  | Auszeichnungen für Musikverkäufe (Land/Region, Auszeichnung, Verkäufe) | Verkäufe |
| ---------------------------- | ---------------------------------------------------------------------- | -------- |
| Australien (ARIA)            | Platin                                                                 | 70.000   |
| Neuseeland (RMNZ)            | Platin                                                                 | 30.000   |
| Vereinigtes Königreich (BPI) | Gold                                                                   | 400.000  |
| Insgesamt                    | 1× Gold · 2× Platin ·                                                  | 500.000  |

### Two Out of Three Ain’t Bad
| Land/Region                  | Auszeichnungen für Musikverkäufe (Land/Region, Auszeichnung, Verkäufe) | Verkäufe  |
| ---------------------------- | ---------------------------------------------------------------------- | --------- |
| Kanada (MC)                  | Gold (Physisch) · + Gold (Digital)                                     | 115.000   |
| Neuseeland (RMNZ)            | Platin                                                                 | 30.000    |
| Vereinigte Staaten (RIAA)    | Gold (Physisch) · + Platin (Digital)                                   | 2.000.000 |
| Vereinigtes Königreich (BPI) | Platin                                                                 | 600.000   |
| Insgesamt                    | 3× Gold · 3× Platin ·                                                  | 2.745.000 |

### Paradise by the Dashboard Light
| Land/Region                  | Auszeichnungen für Musikverkäufe (Land/Region, Auszeichnung, Verkäufe) | Verkäufe  |
| ---------------------------- | ---------------------------------------------------------------------- | --------- |
| Australien (ARIA)            | Platin                                                                 | 70.000    |
| Kanada (MC)                  | Gold (Physisch) · + Platin (Digital)                                   | 155.000   |
| Neuseeland (RMNZ)            | Platin                                                                 | 30.000    |
| Niederlande (NVPI)           | Platin                                                                 | 150.000   |
| Vereinigte Staaten (RIAA)    | Platin                                                                 | 1.000.000 |
| Vereinigtes Königreich (BPI) | Platin                                                                 | 600.000   |
| Insgesamt                    | 1× Gold · 6× Platin ·                                                  | 2.005.000 |

### Bat Out of Hell
| Land/Region                  | Auszeichnungen für Musikverkäufe (Land/Region, Auszeichnung, Verkäufe) | Verkäufe |
| ---------------------------- | ---------------------------------------------------------------------- | -------- |
| Australien (ARIA)            | Platin                                                                 | 70.000   |
| Neuseeland (RMNZ)            | Platin                                                                 | 30.000   |
| Vereinigtes Königreich (BPI) | Platin                                                                 | 600.000  |
| Insgesamt                    | 3× Platin ·                                                            | 700.000  |

### Dead Ringer for Love
| Land/Region                  | Auszeichnungen für Musikverkäufe (Land/Region, Auszeichnung, Verkäufe) | Verkäufe |
| ---------------------------- | ---------------------------------------------------------------------- | -------- |
| Vereinigtes Königreich (BPI) | Gold                                                                   | 400.000  |
| Insgesamt                    | 1× Gold ·                                                              | 400.000  |

### I’d Do Anything for Love (But I Won’t Do That)
| Land/Region                  | Auszeichnungen für Musikverkäufe (Land/Region, Auszeichnung, Verkäufe) | Verkäufe  |
| ---------------------------- | ---------------------------------------------------------------------- | --------- |
| Australien (ARIA)            | 2× Platin                                                              | 140.000   |
| Deutschland (BVMI)           | Platin                                                                 | 500.000   |
| Neuseeland (RMNZ)            | Platin                                                                 | 10.000    |
| Niederlande (NVPI)           | Platin                                                                 | 75.000    |
| Österreich (IFPI)            | Platin                                                                 | 50.000    |
| Schweiz (IFPI)               | Gold                                                                   | 25.000    |
| Vereinigte Staaten (RIAA)    | Platin                                                                 | 1.000.000 |
| Vereinigtes Königreich (BPI) | Platin                                                                 | 600.000   |
| Insgesamt                    | 2× Gold · 8× Platin ·                                                  | 2.300.000 |

### I’d Lie for You (And That’s the Truth)
| Land/Region                  | Auszeichnungen für Musikverkäufe (Land/Region, Auszeichnung, Verkäufe) | Verkäufe |
| ---------------------------- | ---------------------------------------------------------------------- | -------- |
| Vereinigte Staaten (RIAA)    | Gold                                                                   | 500.000  |
| Vereinigtes Königreich (BPI) | Silber                                                                 | 200.000  |
| Insgesamt                    | 1× Silber · 1× Gold ·                                                  | 700.000  |

### It’s All Coming Back to Me Now
| Land/Region                  | Auszeichnungen für Musikverkäufe (Land/Region, Auszeichnung, Verkäufe) | Verkäufe |
| ---------------------------- | ---------------------------------------------------------------------- | -------- |
| Vereinigtes Königreich (BPI) | Silber                                                                 | 200.000  |
| Insgesamt                    | 1× Silber ·                                                            | 200.000  |

## Auszeichnungen nach Videoalben

### Hits out of Hell
| Land/Region                  | Auszeichnungen für Musikverkäufe (Land/Region, Auszeichnung, Verkäufe) | Verkäufe |
| ---------------------------- | ---------------------------------------------------------------------- | -------- |
| Australien (ARIA)            | 8× Platin                                                              | 120.000  |
| Neuseeland (RMNZ)            | Gold                                                                   | 2.500    |
| Vereinigte Staaten (RIAA)    | Gold                                                                   | 50.000   |
| Vereinigtes Königreich (BPI) | Platin                                                                 | 50.000   |
| Insgesamt                    | 2× Gold · 9× Platin ·                                                  | 222.500  |

### Bat Out of Hell II: Picture Show
| Land/Region                  | Auszeichnungen für Musikverkäufe (Land/Region, Auszeichnung, Verkäufe) | Verkäufe |
| ---------------------------- | ---------------------------------------------------------------------- | -------- |
| Vereinigtes Königreich (BPI) | Gold                                                                   | 25.000   |
| Insgesamt                    | 1× Gold ·                                                              | 25.000   |

### VH1: Storytellers
| Land/Region                  | Auszeichnungen für Musikverkäufe (Land/Region, Auszeichnung, Verkäufe) | Verkäufe |
| ---------------------------- | ---------------------------------------------------------------------- | -------- |
| Australien (ARIA)            | Gold                                                                   | 7.500    |
| Vereinigtes Königreich (BPI) | Gold                                                                   | 25.000   |
| Insgesamt                    | 2× Gold ·                                                              | 32.500   |

### Bat Out of Hell: Classic Albums
| Land/Region               | Auszeichnungen für Musikverkäufe (Land/Region, Auszeichnung, Verkäufe) | Verkäufe |
| ------------------------- | ---------------------------------------------------------------------- | -------- |
| Australien (ARIA)         | Gold                                                                   | 7.500    |
| Vereinigte Staaten (RIAA) | Gold                                                                   | 50.000   |
| Insgesamt                 | 2× Gold ·                                                              | 57.500   |

### Bat Out of Hell: Live with the Melbourne Symphony Orchestra
| Land/Region                  | Auszeichnungen für Musikverkäufe (Land/Region, Auszeichnung, Verkäufe) | Verkäufe |
| ---------------------------- | ---------------------------------------------------------------------- | -------- |
| Australien (ARIA)            | Gold                                                                   | 7.500    |
| Kanada (MC)                  | Platin                                                                 | 10.000   |
| Vereinigtes Königreich (BPI) | Platin                                                                 | 50.000   |
| Insgesamt                    | 1× Gold · 2× Platin ·                                                  | 67.500   |

### 3 Bats Live
| Land/Region                  | Auszeichnungen für Musikverkäufe (Land/Region, Auszeichnung, Verkäufe) | Verkäufe |
| ---------------------------- | ---------------------------------------------------------------------- | -------- |
| Vereinigtes Königreich (BPI) | Gold                                                                   | 25.000   |
| Insgesamt                    | 1× Gold ·                                                              | 25.000   |

## Statistik und Quellen
| Land/RegionAuszeichnungen für Musikverkäufe (Land/Region, Auszeichnungen, Verkäufe, Quellen) | Silber     | Gold       | Platin         | Diamant     | Verkäufe    | Quellen                                                   |
| -------------------------------------------------------------------------------------------- | ---------- | ---------- | -------------- | ----------- | ----------- | --------------------------------------------------------- |
| Australien (ARIA)                                                                            | —          | 6× Gold6   | 43× Platin43   | —           | 2.697.500   | aria.com.au AU2                                           |
| Dänemark (IFPI)                                                                              | —          | Gold1      | 2× Platin2     | —           | 60.000      | ifpi.dk hitlisten.nu                                      |
| Deutschland (BVMI)                                                                           | —          | 2× Gold2   | 4× Platin4     | —           | 2.400.000   | musikindustrie.de                                         |
| Europa (IFPI)                                                                                | —          | —          | 3× Platin3     | —           | (3.000.000) | ifpi.org (Memento vom 1. Januar 2014 im Internet Archive) |
| Kanada (MC)                                                                                  | —          | 5× Gold5   | 12× Platin12   | 2× Diamant2 | 3.380.000   | musiccanada.com                                           |
| Neuseeland (RMNZ)                                                                            | —          | 4× Gold4   | 28× Platin28   | —           | 512.500     | aotearoamusiccharts.co.nz NZ2                             |
| Niederlande (NVPI)                                                                           | —          | Gold1      | 5× Platin5     | —           | 575.000     | nvpi.nl                                                   |
| Norwegen (IFPI)                                                                              | —          | Gold1      | —              | —           | 25.000      | ifpi.no                                                   |
| Österreich (IFPI)                                                                            | —          | —          | 2× Platin2     | —           | 100.000     | ifpi.at                                                   |
| Schweden (IFPI)                                                                              | —          | —          | Platin1        | —           | 100.000     | sverigetopplistan.se                                      |
| Schweiz (IFPI)                                                                               | —          | 3× Gold3   | Platin1        | —           | 115.000     | hitparade.ch                                              |
| Spanien (Promusicae)                                                                         | —          | Gold1      | —              | —           | 50.000      | elportaldemusica.es                                       |
| Vereinigte Staaten (RIAA)                                                                    | —          | 6× Gold6   | 13× Platin13   | Diamant1    | 25.650.000  | riaa.com                                                  |
| Vereinigtes Königreich (BPI)                                                                 | 4× Silber4 | 12× Gold12 | 33× Platin33   | —           | 12.645.000  | bpi.co.uk                                                 |
| Insgesamt                                                                                    | 4× Silber4 | 42× Gold42 | 147× Platin147 | 3× Diamant3 |             |                                                           |